# Дехтяренко Андрій Миколайович
Андрій Миколайович Дехтяренко (17 травня 1909  — 11 липня 1942) — радянський військовий льотчик, Герой Радянського Союзу (1942). У роки німецько-радянської війни командував ескадрильєю у складі 580-го винищувального авіаційного полку 6-ї ударної авіаційної групи Ставки ВГК. Старший лейтенант.

## Життєпис
Народився у селі Грунь Російської імперії (нині — Охтирський район Сумської області України) у селянинській родині. Українець. Отримав неповну середню освіту, працював у селі.
У 1931 році пройшов навчання на курсах пропагандистів при ЦК ВЛКСМ. У тому ж році був призваний та почав службу у лавах Червоної Армії. Закінчив 1-у Червонопрапорну школу військових льотчиків.
У 1939 році А. М. Дехтяренко брав участь у боротьбі з японськими повітряними з'єднаннями у районі річки Халхин-Гол, де він збив 1 літак супротивника.
З березня 1942 року бився на фронтах німецько-радянської війни, де командував ескадрильєю у складі 580-го винищувального авіаційного полку. До травня 1942 року А. М. Дехтяренко здійснив 39 бойових вильотів на літаку Як-1, у ході яких знищив 12 літаків супротивника (10 — в повітрі, 2 — на землі).
Відомо також, що А. М. Дехтяренко вивозив на літаку У-2 з окупаваної німцями території відомого радянського льотчика Олексія Маресьєва, який був збитий в ході повітряного бою та отримав важкі поранення. Відповідний епізод, за свідченням К. Осовика, описаній в книзі Бориса Полєвого «Повість про справжню людину».
11 липня 1942 року А. М. Дехтяренко не повернувся з бойового завдання.

## Звання та нагороди
21 липня 1942 року А. М. Дехтяренку присвоєно звання Героя Радянського Союзу.
Також нагороджений:
- орденом Леніна
- 2-ма орденами Червоного Прапора.

## Пам'ять
м. Охтирка:
- бюст на Алеї Героїв;

с.м.т. Дем'янськ (Новгородська область):
- пам'ятний обеліск;
- ім'ям А. М. Дехтяренко названа Дем'янська середня школа;

с. Грунь:
- ім'ям А. М. Дехтяренко названа сільська середня школа.